# Campeonato Europeu de Patinação Artística no Gelo de 1952
O Campeonato Europeu de Patinação Artística no Gelo de 1952 foi a quadragésima quarta edição do Campeonato Europeu de Patinação Artística no Gelo, um evento anual de patinação artística no gelo organizado pela União Internacional de Patinação (em inglês:  International Skating Union) onde os patinadores artísticos competem pelo título de campeão europeu. A competição foi disputada entre os dias 4 de fevereiro e 6 de fevereiro, na cidade de Viena, Áustria.

## Eventos
- Individual masculino
- Individual feminino
- Duplas

## Medalhistas
| Evento                        | Ouro                                       | Prata                                     | Bronze                                |
| Individual masculino detalhes | Helmut Seibt · Áustria                     | Carlo Fassi · Itália                      | Michael Carrington · Reino Unido      |
| Individual feminino detalhes  | Jeannette Altwegg · Reino Unido            | Jacqueline du Bief · França               | Barbara Wyatt · Reino Unido           |
| Duplas detalhes               | Ria Baran · Paul Falk · Alemanha Ocidental | Jennifer Nicks · John Nicks · Reino Unido | Marianna Nagy · László Nagy · Hungria |

## Resultados

### Individual masculino
| Pos.              | Nome               | Nacionalidade      |
| ----------------- | ------------------ | ------------------ |
| Medalha de ouro   | Helmut Seibt       | Áustria            |
| Medalha de prata  | Carlo Fassi        | Itália             |
| Medalha de bronze | Michael Carrington | Reino Unido        |
| 4                 | Alain Giletti      | França             |
| 5                 | Martin Felsenreich | Áustria            |
| 6                 | Freimut Stein      | Alemanha Ocidental |
| 7                 | Zdeněk Fikar       | Tchecoslováquia    |
| 8                 | György Czakó       | Hungria            |
| 9                 | Fritz Loosli       | Suíça              |
| 10                | Klaus Loichinger   | Alemanha Ocidental |

### Individual feminino
| Pos.              | Nome                       | Nacionalidade      |
| ----------------- | -------------------------- | ------------------ |
| Medalha de ouro   | Jeannette Altwegg          | Reino Unido        |
| Medalha de prata  | Jacqueline du Bief         | França             |
| Medalha de bronze | Barbara Wyatt              | Reino Unido        |
| 4                 | Erika Kraft                | Alemanha Ocidental |
| 5                 | Helga Dudzinski            | Alemanha Ocidental |
| 6                 | Valda Osborn               | Reino Unido        |
| 7                 | Dagmar Lerchova            | Tchecoslováquia    |
| 8                 | Gundi Busch                | Alemanha Ocidental |
| 9                 | Eva Weidler                | Áustria            |
| 10                | Annelies Schilhan          | Áustria            |
| 11                | Erica Batchelor            | Reino Unido        |
| 12                | Miloslava Tumova           | Tchecoslováquia    |
| 13                | Suzanne Wirz               | Suíça              |
| 14                | Yolande Jobin              | Suíça              |
| 15                | Ghislaine Kopf             | Áustria            |
| 16                | Patricia Devries           | Reino Unido        |
| 17                | Jarmila Konigova           | Tchecoslováquia    |
| 18                | Yvonne Sugden              | Reino Unido        |
| 19                | Relly Majdan               | Áustria            |
| 20                | Rose Pettinger             | Alemanha Ocidental |
| 21                | Alida Elisabeth Stoppelman | Países Baixos      |
| 22                | Eszter Jurek               | Hungria            |
| WD                | Leena Pietilä              | Finlândia          |

### Duplas
| Pos.              | Nome                                     | Nacionalidade      |
| ----------------- | ---------------------------------------- | ------------------ |
| Medalha de ouro   | Ria Baran / Paul Falk                    | Alemanha Ocidental |
| Medalha de prata  | Jennifer Nicks / John Nicks              | Reino Unido        |
| Medalha de bronze | Marianna Nagy / László Nagy              | Hungria            |
| 4                 | Silvia Grandjean / Michel Grandjean      | Suíça              |
| 5                 | Peri Horn / Raymond Lockwood             | Reino Unido        |
| 6                 | Soňa Balůnova-Burjanova / Miroslav Balůn | Tchecoslováquia    |
| 7                 | Sissy Schwarz / Kurt Oppelt              | Áustria            |
| 8                 | Eva Szőllősy / Gabor Vida                | Hungria            |
| 9                 | Silva Palme / Marco Lajovic              | Iugoslávia         |

## Quadro de medalhas
| Ordem | País               | Medalha de ouro | Medalha de prata | Medalha de bronze |   | Ordem por total |
| ----- | ------------------ | --------------- | ---------------- | ----------------- | - | --------------- |
| 1     | Reino Unido        | 1               | 1                | 2                 | 4 | 1               |
| 2     | Alemanha Ocidental | 1               |                  |                   | 1 | 2               |
| 2     | Áustria            | 1               |                  |                   | 1 | 2               |
| 4     | França             |                 | 1                |                   | 1 | 2               |
| 4     | Itália             |                 | 1                |                   | 1 | 2               |
| 6     | Hungria            |                 |                  | 1                 | 1 | 2               |
| TOTAL | TOTAL              | 3               | 3                | 3                 | 9 | —               |